# Fritz Haller (sollevatore)
Fritz Haller (13 giugno 1905 – 8 novembre 1961) è stato un sollevatore austriaco campione mondiale ed europeo, che gareggiò nella categoria dei pesi massimi leggeri.

## Carriera
Attivo come ginnasta e calciatore nella sua prima giovinezza, nel 1924 entrò a far parte del club KSV Himberg vicino a Vienna e iniziò a sollevare pesi. Ottenne buone prestazioni nei campionati regionali e vinse per la prima volta il campionato statale della Bassa Austria nel 1926. Vinse il suo primo campionato austriaco nel 1929. Nel 1934 fece la sua prima apparizione in nazionale ed esordì agli europei di Genova vincendo il titolo battendo il campione olimpico francese Louis Hostin, che fallì i suoi tre tentativi nello slancio. Nel 1935 e nel 1936 vinse un bronzo europeo a Parigi e partecipò ai Giochi olimpici di Berlino dove si piazzò al sesto posto. Nel 1937 e 1938 vinse un titolo mondiale e un secondo posto. Nel dopoguerra partecipò ai campionati mondiali ed europei di Parigi nel 1946, piazzandosi rispettivamente al nono e al quinto posto, e alle Olimpiadi di Londra del 1948, classificandosi quattordicesimo.